# Ken'ichi Uemura
Ken'ichi Uemura (上村 健一, Uemura Ken'ichi), né le 22 avril 1974, à Yatsushiro, est un footballeur international japonais .

## Biographie
En tant que défenseur, il est international japonais à 4 reprises (2001) pour aucun but marqué. Sa première sélection est honorée à Cordoue, contre l'Espagne, le 25 avril 2001.
Il participe aux Jeux olympiques de 1996. Il est remplaçant contre le Brésil, ne joue pas contre le Nigeria, est remplaçant contre la Hongrie, rentre à la 89e minute et marque à la 90e minute. Le Japon est éliminé au premier tour.
Il participe à la Coupe des confédérations 2001. Il est deux fois titulaire contre le Canada et le Brésil et remplaçant contre l'Australie. Il ne joue pas la finale. Il est finaliste du tournoi.
Il joue dans des clubs japonais (Sanfrecce Hiroshima, Cerezo Osaka, Tokyo Verdy 1969, YSCC Yokohama et Roasso Kumamoto), ne remportant aucun titre.

## Palmarès
- Coupe des confédérations
  - Finaliste en 2001
- J-League
  - Vice-champion en 1994
- J-League 2
  - Vice-champion en 2003
- Championnat du Japon de football D3
  - Vice-champion en 2007
- Coupe du Japon de football
  - Finaliste en 1995, en 1996 et en 1999